# Cammo

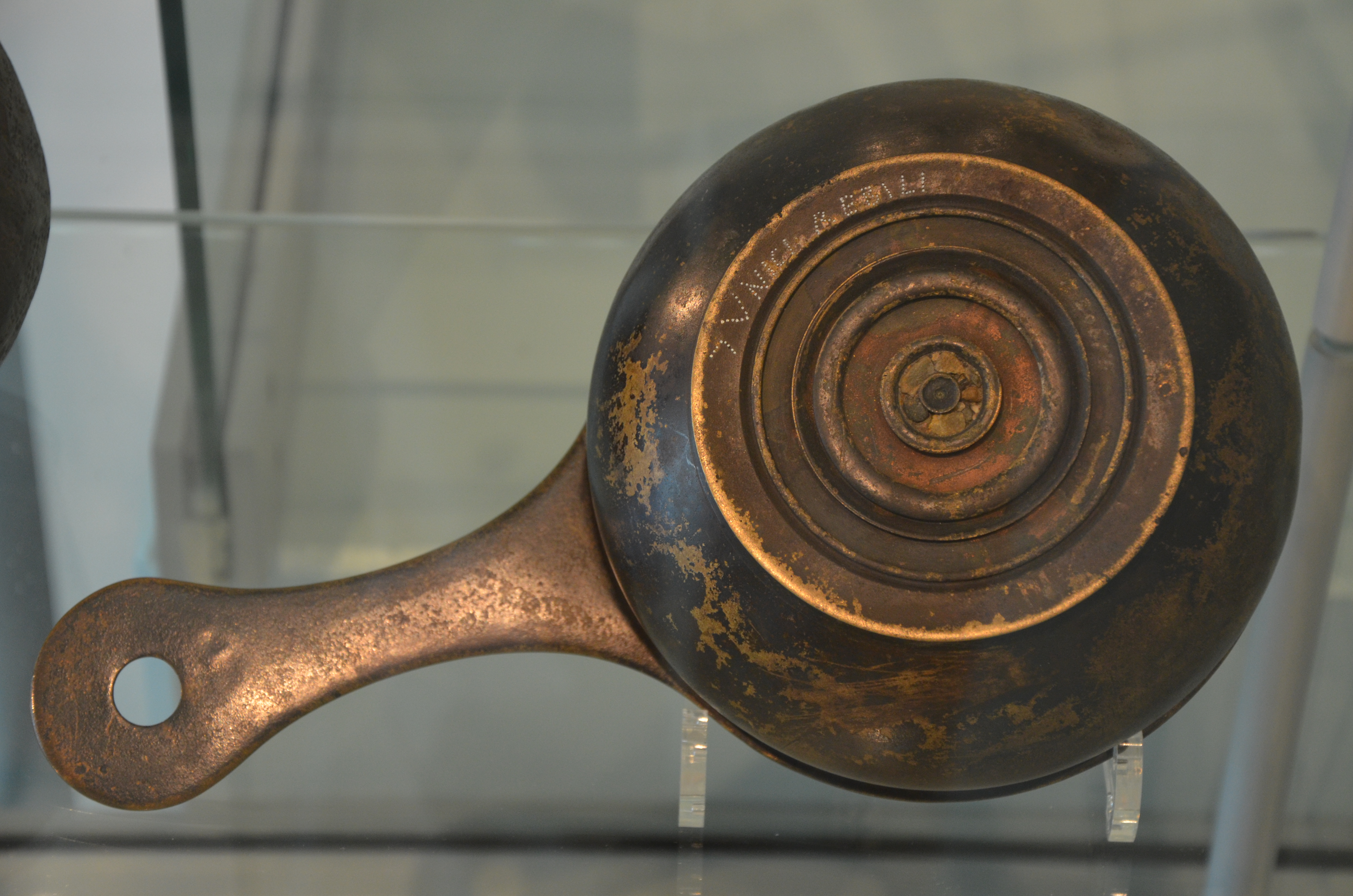
Von Cammo signierte Kasserolle mit der punzierten Besitzerinschrift VNICI REBILI („gehört Rebilus von der Zenturie des Unicus“)

Cammo war ein antiker römischer Toreut (Metallbildner), wahrscheinlich in der zweiten Hälfte des 1. Jahrhunderts in Gallien tätig.
Cammo ist heute nur noch aufgrund eines Signaturstempels auf einer Bronzekasserolle bekannt. Diese wurde in Bijlandse Waard/Rijnwaarden in Provinz Gelderland, Niederlande auf dem Gebiet des ehemaligen römischen Kastells Carvium gefunden. Heute befindet sich das Stück im Museum Kam in Nijmegen.

## Einzelbelege
1. ↑  AE 1951, 138; siehe auch COQUINA. Abgerufen am 28. März 2021.
2. ↑  Inventarnummer 5.1963..4; Richard Petrovszky: Studien zu römischen Bronzegefäßen mit Meisterstempeln. Leidorf, Buch am Erlbach 1993, S. 215, Nr. C.05.01.

| Personendaten    | Personendaten                              |
| ---------------- | ------------------------------------------ |
| NAME             | Cammo                                      |
| KURZBESCHREIBUNG | antiker römischer Toreut                   |
| GEBURTSDATUM     | 1. Jahrhundert v. Chr. oder 1. Jahrhundert |
| STERBEDATUM      | 1. Jahrhundert oder 2. Jahrhundert         |